# ヘトウラ
ヘトウラ(ネパール語:हेटुडा)は、ネパール東部のバグマティ州の州都であり同州マクワンプル郡の郡都。
2021年の人口は19万5951人。
英語表記を参考にして「ヘタウダ」と表記する場合が多いが、正しくは「ヘトウラ」である。
カトマンズからトリブバン・ハイウェイで132kmである。今は80kmで行ける近道が2つあるが、まだ舗装されていない。
町は3本の川で囲まれている。
西にはラプティ川、北にはサマリ川、そして南にはカラ川が流れている。
ヘトウラはネパールでも重要な工業地帯である。
この工業地帯の立地条件は二つの国道、テライ平原を東西に走るマヘンドラ・ハイウェイとトリブバン・ハイウェイである。